# Bohmstedt
Bohmstedt település Németországban, Schleswig-Holstein tartományban. Lakosainak száma 813 fő (2023. december 31.).

## Népesség
A település népességének változása:
| Lakosok száma | 650  | 726  | 753  | 774  | 755  | 777  | 813  |
|               | 1975 | 2014 | 2017 | 2019 | 2021 | 2022 | 2023 |